# The Astronauts
The Astronauts var en amerikansk surfrock-grupp som bildades i Boulder, Colorado i början på 1960-talet. De var tillsammans med the Trashmen den största gruppen inom genren som inte kom ifrån Kalifornien-området. Medlemmar i gruppen var Rich Fifield (gitarr, sång), Dennis Lindsey (gitarr), Bob Demmon (trumpet, gitarr, keyboard), Stormy Patterson (basgitarr), och Jim Gallagher (trummor).
Deras största hit blev "Baja" som tog sig upp på billboards topp 100 på #94 1963.

## Diskografi (urval)
Album
- Surfin' with the Astronauts (1963)
- Astronauts Orbit Campus (1964)
- Competition Coupe (1964)
- Down the Line (1965)

Singlar
- "Come Along Baby" / "Tryin' To Get To You" (1962)
- "Baja" / "Kuk" (1963)
- "Hot-Doggin" / "Every One But Me" (1963)
- "Competition Coupe" / "Surf Party" (1963)
- "Swim, Little Mermaid" / "Go Fight For Her" (1964)
- "Main Title From 'Ride The Wild Surf'" / "Around And Around" (1964)
- "I'm A Fool" / "Can't You See I Do?" (1964)
- "Almost Grown" / "My Sin Is Pride" (1965)
- "Tomorrow's Gonna Be Another Day" / "Razzamatazz" (1965)
- "It Doesn't Matter Anymore" / "The La La Song" (1965)
- "Main Street" / "In My Car" (1966)
- "I Know You, Rider" / "Better Things" (1967)